# Regeringen Jens Stoltenberg I
Jens Stoltenbergs første regering var en norsk regering bestående af Arbeiderpartiet. Det var en mindretalsregering. Den sad fra 17. marts 2000 til 19. oktober 2001.
| Portefølge                                   | Minister                    | Periode           | Parti |
| -------------------------------------------- | --------------------------- | ----------------- | ----- |
| Statsminister                                | Jens Stoltenberg            |                   | Ap    |
| Udenrigsminister                             | Thorbjørn Jagland           |                   | Ap    |
| Forsvarsminister                             | Bjørn Tore Godal            |                   | Ap    |
| Handels- og Erhvervsminister                 | Grete Knudsen               |                   | Ap    |
| Arbejds- og Administrationsminister          | Jørgen Kosmo                | – 5. Oktober 2001 | Ap    |
| Finansminister                               | Karl Eirik Schjøtt-Pedersen |                   | Ap    |
| Kommunal- og Regionalminister                | Sylvia Kristin Brustad      |                   | Ap    |
| Sundhedsminister                             | Tore Tønne                  |                   | Ap    |
| Kulturminister                               | Ellen Horn                  |                   | Ap    |
| Socialminister                               | Guri Ingebrigtsen           |                   | Ap    |
| Transport- og Kommunikationsminister         | Terje Moe Gustavsen         |                   | Ap    |
| Fiskeriminister                              | Otto Gregussen              |                   | Ap    |
| Minister for International Udvikling         | Anne Kristin Sydnes         |                   | Ap    |
| Miljøminister                                | Siri Bjerke                 |                   | Ap    |
| Landbrugsminister                            | Bjarne Håkon Hanssen        |                   | Ap    |
| Justits- og Politiminister                   | Hanne Harlem                |                   | Ap    |
| Børne- og Familieminister                    | Karita Bekkemellem Orheim   |                   | Ap    |
| Olie- og Energiminister                      | Olav Akselsen               |                   | Ap    |
| Kirke-, Undervisnings- og Forskningsminister | Trond Giske                 |                   | Ap    |